# 小行星17807
小行星17807（17807 Ericpearce）是一颗绕太阳运转的小行星，为主小行星带小行星。该小行星于1998年3月发现。

## 轨道参数
小行星17807的轨道半长轴为2.7242897 UA，离心率为0.126。